# Liste des biens culturels importants du Japon (époque de Nara : bâtiments)
Cette liste présente les bâtiments japonais de l' époque de Nara (710–794) désignés biens culturels importants du Japon (y compris les *trésors nationaux du Japon). Vingt-trois sites avec le même nombre de bâtiments sont ainsi désignés. Tous sauf trois sont des trésors nationaux et tous sauf un se trouvent dans la préfecture de Nara. Quatorze sont situés dans la ville de Nara; ceux de Tōdai-ji, Gangō-ji, Tōshōdai-ji et Yakushi-ji font partie du site monuments historiques de l'ancienne Nara, patrimoine mondial de l'UNESCO. Les six de Hōryū-ji, font partie du site monuments bouddhistes de la région de Hōryū-ji, patrimoine mondial de l'UNESCO.

## Liste des bâtiments
| Bâtiment                                                                                        | Date      | Ville      | Préfecture | Commentaires | Image | Coordonnées                   | Ref. |
| ----------------------------------------------------------------------------------------------- | --------- | ---------- | ---------- | ------------ | ----- | ----------------------------- | ---- |
| Sekitō-ji Pagode à deux étages 石塔寺三重塔 () Sekitōji sanjūnotō                               | 710-793   | Higashiōmi | Shiga      |              |       | 35° 04′ 12″ N, 136° 12′ 27″ E |      |
| Kairyūō-ji Pagode miniature à cinq étages 海竜王寺五重小塔 () Kairyūōji gojūnoshōtō             | 729-749   | Nara       | Nara       |              |       | 34° 41′ 34″ N, 135° 48′ 19″ E |      |
| Kairyūō-ji Kondō ouest 海竜王寺西金堂 () Kairyūōji nishi kondō                                  | 710-793   | Nara       | Nara       |              |       | 34° 41′ 34″ N, 135° 48′ 19″ E |      |
| *Gangō-ji Pagode miniature à cinq étages 元興寺極楽坊五重小塔 () Gangōji Gokurakubō gojūnoshōtō | 710-793   | Nara       | Nara       |              |       | 34° 40′ 40″ N, 135° 49′ 53″ E |      |
| Tamukeyama Jinja Salle du trésor 手向山神社宝庫 () Tamukeyama Jinja hōko                        | 710-793   | Nara       | Nara       |              |       | 34° 41′ 16″ N, 135° 50′ 38″ E |      |
| Shin-Yakushi-ji Hon-dō 新薬師寺本堂 () Shinyakushiji hondō                                      | 710-793   | Nara       | Nara       |              |       | 34° 40′ 33″ N, 135° 50′ 46″ E |      |
| *Shōsō-in 正倉院正倉 () Shōsōin shōsō                                                           | 756       | Nara       | Nara       |              |       | 34° 41′ 31″ N, 135° 50′ 19″ E |      |
| *Tōshōdai-ji Kondō 唐招提寺金堂 () Tōshōdaiji kondō                                             | 710-793   | Nara       | Nara       |              |       | 34° 40′ 32″ N, 135° 47′ 05″ E |      |
| *Tōshōdai-ji Dépôt de sūtra 唐招提寺経蔵 () Tōshōdaiji kyōzō                                    | 710-793   | Nara       | Nara       |              |       | 34° 40′ 32″ N, 135° 47′ 08″ E |      |
| *Tōshōdai-ji Bâtiment de lecture 唐招提寺講堂 () Tōshōdaiji kōdō                                | 710-793   | Nara       | Nara       |              |       | 34° 40′ 33″ N, 135° 47′ 05″ E |      |
| *Tōshōdai-ji Maison du trésor 唐招提寺宝蔵 () Tōshōdaiji hōzō                                   | 710-793   | Nara       | Nara       |              |       | 34° 40′ 33″ N, 135° 47′ 08″ E |      |
| *Tōdai-ji Tegaimon 東大寺転害門 () Tōdaiji Tegaimon                                             | c.757-765 | Nara       | Nara       |              |       | 34° 41′ 30″ N, 135° 50′ 06″ E |      |
| *Tōdai-ji Hokkedō 東大寺法華堂 () Tōdaiji Hokkedō                                               | 747       | Nara       | Nara       |              |       | 34° 41′ 19″ N, 135° 50′ 39″ E |      |
| *Tōdai-ji Dépôt de sūtra 東大寺本坊経庫 () Tōdaiji Honbōkyōko                                   | 710-793   | Nara       | Nara       |              |       | 34° 41′ 09″ N, 135° 50′ 26″ E |      |
| *Hōryū-ji Dépôt de sūtra 法隆寺経蔵 () Hōryūji kyōzo                                            | 710-793   | Ikaruga    | Nara       |              |       | 34° 36′ 52″ N, 135° 44′ 02″ E |      |
| *Hōryū-ji Réfectoire 法隆寺食堂及び細殿 () Hōryūji jikidō oyobi hosodono                        | 710-793   | Ikaruga    | Nara       |              |       | 34° 36′ 53″ N, 135° 44′ 08″ E |      |
| *Hōryū-ji Enceinte est du Denpōdō 法隆寺東院伝法堂 () Hōryūji tōin denpōdō                      | 710-793   | Ikaruga    | Nara       |              |       | 34° 36′ 53″ N, 135° 44′ 20″ E |      |
| *Hōryū-ji Enceinte est du Yumedono 法隆寺東院夢殿 () Hōryūji tōin yumedono                      | 739       | Ikaruga    | Nara       |              |       | 34° 36′ 52″ N, 135° 44′ 20″ E |      |
| *Hōryū-ji Dortoir est 法隆寺東室 () Hōryūji higashi muro                                        | 710-793   | Ikaruga    | Nara       |              |       | 34° 36′ 52″ N, 135° 44′ 06″ E |      |
| *Hōryū-ji Tōdaimon 法隆寺東大門 () Hōryūji tōdaimon                                             | 710-793   | Ikaruga    | Nara       |              |       | 34° 36′ 50″ N, 135° 44′ 12″ E |      |
| *Yakushi-ji Pagode est 薬師寺東塔 () Yakushiji tōtō                                             | 730       | Nara       | Nara       |              |       | 34° 40′ 05″ N, 135° 47′ 05″ E |      |
| * Eizan-ji Bâtiment octogonal 榮山寺八角堂 () Eizanji hakkakudō                                 | 757-765   | Gojō       | Nara       |              |       | 34° 21′ 21″ N, 135° 43′ 16″ E |      |
| *Taima-dera Pagode est 當麻寺東塔 () Taimadera tōtō                                             | 710-793   | Katsuragi  | Nara       |              |       | 34° 30′ 55″ N, 135° 41′ 45″ E |      |

(liste complète eu 19 mai 2012)